# César Prates
César Luís Prates, mais conhecido como César Prates (Aratiba, 8 de fevereiro de 1975), é um ex-futebolista brasileiro que atuava como lateral-direito, lateral-esquerdo e meia.
César Prates é mundialmente lembrado pela época em que jogou junto com Cristiano Ronaldo, recém promovido das categorias de base do Sporting, e que lhe ensinou a bater faltas.

## Carreira
No Brasil atuou em vários clubes, tendo iniciado pelo Internacional, de onde saiu aos 21 anos para jogar na equipe B do Real Madrid. Teve duas passagens pelo Botafogo, uma de 1998 a 1999 e outra boa passagem em 2005. Ele também teve duas passagens pelo Figueirense.
Mesmo sendo destro, Prates atuava em ambas as laterais. Em 2008, jogou no Atlético Mineiro, tendo se transferido para a Portuguesa no ano seguinte. Em 2010, foi contratado pelo Joinville, clube do norte de Santa Catarina. Ao fim do Campeonato Catarinense daquele ano acertou com o Náutico, onde encerrou a carreira.
Foi pelo Sporting que teve o ponto mais alto da sua carreira tendo marcado 18 gols em 118 jogos.

### Aposentadoria
Depois de encerrar a carreira atuando no Náutico em 2010, Prates passou a se dedicar à religião, tornando-se evangélico cristão e exercendo a função de pastor.

## Títulos
Internacional
- Campeonato Gaúcho: 1994

Vasco da Gama
- Campeonato Brasileiro: 1997
- Troféu Bortolotti: 1997

Corinthians
- Campeonato Brasileiro: 1999

Sporting
- Primeira Liga: 1999–00 e 2001–02
- Taça de Portugal: 2001–02
- Supertaça Cândido de Oliveira: 2000 e 2002

Figueirense
- Campeonato Catarinense: 2008